# Opanassenkovius verrucosus
Opanassenkovius verrucosus es una especie de coleóptero de la familia Attelabidae.

## Distribución geográfica
Habita en Camboya, India, Malasia, Birmania,  Sri Lanka, Tailandia y Vietnam.